# Всё о бухгалтерском учёте

Обложка первого номера газеты

Всё о бухга́лтерском учёте (укр. Все про бухгалтерський облік) — всеукраинская профессиональная бухгалтерская газета. Выходит с 1994 года в Киеве на украинском и русском языке. Подписной индекс — укр.  — 33594, рус.  — 35200.

## История

База данных "Информационная коллекция «Отчётность 2010»

1993 г. — основана газета «Всё о бухгалтерском учёте».
1994 г. — опубликован первый номер газеты, тираж — 17000.
1995 г. — увеличился объем газеты с 16 до 32 страниц.
1996 г. — увидел мир 100-й номер газеты, тираж — 50000 экземпляров.
1997 г. — номера стали выходить дважды в неделю. Кроме этого, подписчики ежемесячно начали получать два тематических спецвыпуска.
1998 г. — появилась новая услуга для подписчиков: бланки налоговой и бухгалтерской отчетности, а также ежеквартальный каталог публикаций. Впервые среди бухгалтерских изданий Украины газета начала выходить на украинском и русском языках.
1999 г. — вышел 400-й номер газеты, тираж — 74,5 тысяч. Газете присвоено звание лауреата общенационального конкурса «Высшая проба».
2000 г. — создана новая услуга для подписчиков — круглосуточная телефонная линия связи с редакцией. Проведен конкурс совместно с Государственной налоговой администрацией Украины «Мой инспектор — самый лучший».
2001 г. — газета награждена Почетной грамотой и памятным знаком Кабинета Министров Украины. Руководство редакции награждено Благодарностью Президента Украины.
Редакция обеспечивает тематической информацией высшие учебные заведения Украины, техникумы и колледжи, где есть специальность «Бухгалтерский учёт», а также курсы бухгалтерского учёта.
2002 г. — вышел 700-й номер газеты, тираж — 90,6 тысяч. Проведена акция «Самый лучший бухгалтер Украины». Победителями стали 540 бухгалтеров из всех регионов Украины. Руководство редакции награждено Благодарностью Президента Украины.
2003 г. — создана первая бесплатная консультационная линия по вопросам бухгалтерского учёта и налогообложения. Газета начала предоставлять подписчикам эксклюзивные приложения: «Гостиницы Украины», «Настольная книга ВЭДовца», «Примеры заполнения первичных документов». Руководство редакции награждено Почетной грамотой Кабинета Министров Украины.
2004 г. — газета отпраздновала 10-летний юбилей. Создан сайт газеты www.vobu.com.ua. Функционируют тематические интернет-форумы газеты по адресу forum.vobu.com.ua.
Проведен конкурс «Мой руководитель — самый лучший». Определены 255 лучших руководителей предприятий по всей Украине. Газета награждена Почетной грамотой Верховной Рады Украины.
2005 г. — газета становится безусловным лидером на рынке профессиональных изданий. Тираж газеты составляет 93100 экземпляров. Создана программа «Электронный календарь бухгалтера». Было зафиксировано 15531 звонков за год на горячую линию газеты.
2006 г. — положено начало бухгалтерской информационной службе (БИС). Бесплатная поддержка по электронной почте бухгалтеров, руководителей, юристов, предпринимателей, заказ по e-mail нормативных документов, новостей законодательства, бланков отчетности.
Проведена акция «Подписка под ключ». Трое победителей получили квартиры в Киеве.
2007 г. — зафиксировано наибольшее количество участников форума газеты, одновременно — 252 лица. Проведена акция «Тайны Египта». Победителями стали 230 бухгалтеров, которые получили путевки в Египет.
2008 г. — проведена акция "15 лет вместе, или «Всё о бухгалтерском успехе». По результатам акции 15 бухгалтеров получили в подарок автомобили. Изменяется концепция наполнения газеты с полностью обновленным дизайном газеты. Начинает функционировать консультационная линия с представителями Госказначейства Украины, Министерства образования и науки, Министерства здравоохранения, Министерства культуры и спорта.
Впервые проведен Всеукраинский конкурс среди работников Государственного казначейства Украины на звание лучшего автора публикации о бюджетном учёте.
Проведен конкурс среди студентов высших учебных заведений Украины «Лучшая статья студента».
При поддержке Государственного казначейства Украины начинает выходить вставка «Казначей» с самыми свежими разъяснениями по вопросам бухгалтерского учёта в бюджетных учреждениях.
2009 г. — подписчики получают бесплатные бланки отчетности на компакт-дисках.
Проведена акция «Щедрые подарки». Победителями стали 1625 бухгалтеров Украины, каждый из которых получил денежное вознаграждение. Выходит диск с нормативными документами для бухгалтеров бюджетных учреждений.
Начало вещание интернет-радио «Яскраве радіо» на сайте www.vobu.com.ua.
Спецвыпуски газеты выходят в цветной обложке.
В новом формате выходит популярная среди бухгалтеров Супертаблица.
2010 г. — вышел спецвыпуск газеты «125 вопросов о налогах», общий проект газеты и Государственной налоговой администрации Украины, в котором ответы предоставляли налоговики из всей Украины.
К 15-летию Госказначейства вторично проведен конкурс «Лучший автор публикации о бюджетном учёте».
Увеличивается количество страниц и появляются отраслевые рубрики.
Проведен конкурс на сайте газеты «ВоБУ» «Самый любимый преподаватель».
В голосовании приняло участие около 200000 лиц; в каждом высшем учебном заведении, техникуме и колледже избран и отмечен грамотой самый любимый преподаватель Украины.
Положено начало новым творческим проектам «Банкротство» и «Проверка: практика защиты».
23 октября 2010 г. — редакция газеты создала крупнейшую по размеру газету в мире. Размер газеты составил 3,20 метра в высоту и 2,26 метра в ширину, а в развёрнутом виде — 3,20 × 4,52 метра, десятикратно превышая настоящий формат газеты «Всё о бухгалтерском учёте». Рекорд был зафиксирован Книгой рекордов Украины как мировой.
2011 г. — в связи с принятием нового Налогового кодекса Украины стартовал новый проект — 4 спецвыпуска газеты — "Бухгалтерская коллекция знаний «О Налоговом кодексе». I часть вышла 120-тысячным тиражом.
Запущен новый проект «Профессиональная поддержка предпринимателей», в его рамках открыта консультационная линия по телефону и рубрика «Частное предпринимательство» — на страницах каждого номера газеты.
Усовершенствован сайт газеты:
- создан скоростной поиск по каталогу материалов газеты за все годы;
- ответы на вопросы в свободном доступе;
- возможность скачивать необходимый бланк и легко заполнять его в электронном виде.

Появились новые рубрики-вставки «НКУ — нормативы» и «Изучаем Бюджетный кодекс Украины».
Издан спецвыпуск для строительных компаний «Строительство по-новому».
Стартовал проект газеты и ГлавКРУ. В каждом шестом номере выходит рубрика «Консультирует КРУ».
Каждый месяц выходит вставка «Бюджетные нормативы», где освещён текст нормативных документов, актуальных для бюджетников.

## Руководство
- Т.В. Соколова — директор.

## Награды
- Лауреат общенационального конкурса «Высшая проба» — 1999 год;
- Почётная грамота Кабинета министров Украины — 2001 год;[18]
- Грамота Верховной рады Украины «За заслуги перед Украинским народом» — 2004 год;[19]
- Почетная грамота Министерства топлива и энергетики Украины — 2004 год;[20]
- Диплом Книги рекордов Украины — 2010 год;[8]
- Национальный сертификат "Компания года 2019" —  2019 год.